# بريجيت غرانفيل
بريجيت غرانفيل (بالفرنسية: Brigitte Granville)‏ هي اقتصادية فرنسية، ولدت في 1957 في فرنسا.